# إيفان باركر
إيفان باركر (بالإنجليزية: Ivan Parker)‏ هو مغني أمريكي، ولد في 21 ديسمبر 1957 في سانفورد في الولايات المتحدة.

## وصلات خارجية
- الموقع الرسمي